# Cytherois arenicola
Cytherois arenicola är en kräftdjursart som beskrevs av Walter Klie 1929. Cytherois arenicola ingår i släktet Cytherois, och familjen Paradoxostomatidae. Arten är reproducerande i Sverige.